# Tyll Kroha
Tyll Kroha (* 12. August 1929; † 2. April 2015) war ein deutscher Numismatiker und Münzhändler.
1968 eröffnete Kroha gemeinsam mit Günther Brockmann das Kölner Münzkabinett Tyll Kroha (heute Kölner Münzkabinett). Beide Inhaber brachten dazu ihre eigenen Münzsammlungen in das Geschäft ein. Ein Schwerpunkt der Geschäftstätigkeit waren die bis heute stattfindenden halbjährlichen Münzauktionen. 1975 verließ Brockmann das Münzkabinett und übernahm mit seiner Ehefrau das elterliche Antiquitätengeschäft. Kroha leitete die Firma bis 2014.
Sein erstmals 1977 erschienenes „Großes Lexikon der Numismatik“ gilt seit Jahrzehnten als wichtiges Nachschlagewerk.
Kroha hat seit 1954 über 30 Jahre lang die numismatische Sammlung der Kreissparkasse Köln aufgebaut und leitete hier die bekannten Ausstellungen Das Fenster. Von 1977 bis 1986 war er 2. Vorsitzender im Verband der deutschen Münzenhändler e. V. (VDDM). Wegen seiner besonderen Verdienste verlieh ihm die Deutsche Numismatische Gesellschaft 2002 den Eligiuspreis.

## Schriften (Auswahl)
- Sparbüchsen. Klinkhardt & Biermann, Braunschweig 1959.
- Max Miller: Münzen des Altertums. 2., von Tyll Kroha überarbeitete Auflage. Klinkhardt & Biermann, Braunschweig 1963.
- Münzen sammeln. Klinkhardt & Biermann, Braunschweig 1968.
- Großes Lexikon der Numismatik. Bertelsmann Lexikon Verlag, Gütersloh 1977, 2. Auflage 1997, ISBN 3-577-10554-2.
- Max Bernhart: Medaillen und Plaketten. 3., von Tyll Kroha völlig neubearbeitete Auflage. Klinkhardt & Biermann, München 1984.